# Округ Шајен (Колорадо)
Шајен (енгл. Cheyenne County) је округ у америчкој савезној држави Колорадо. По попису из 2010. године број становника је 1.836. Седиште округа је град Шајен Велс.

## Демографија
Према попису становништва из 2010. у округу је живело 1.836 становника, што је 395 (17,7%) становника мање него 2000. године.
| Група             | 2000.         | 2010.         |
| Белци             | 2.018 (90,5%) | 1.617 (88,1%) |
| Афроамериканци    | 11 (0,5%)     | 7 (0,4%)      |
| Азијати           | 3 (0,1%)      | 11 (0,6%)     |
| Хиспаноамериканци | 181 (8,1%)    | 178 (9,7%)    |
| Укупно            | 2.231         | 1.836         |